# 贡萨洛·佩雷斯·德巴尔加斯
贡萨洛·佩雷斯·德巴尔加斯（西班牙語：Gonzalo Pérez de Vargas，1991年1月10日—），西班牙男子手球运动员。他曾代表西班牙国家队参加2020年夏季奥林匹克运动会手球比赛，获得一枚铜牌。